# Lingua asturiana
La lingua asturiana (asturianu o bable) è una lingua romanza del gruppo ibero-romanzo, sottogruppo asturiano-leonese, parlata in Spagna nella regione delle Asturie.
Pur essendo tutelata dal governo regionale asturiano, non gode di alcuno status di ufficialità.

## Distribuzione geografica
Secondo Ethnologue, nel 1994 il numero di locutori del gruppo asturiano-leonese era stimato in circa 475.000 persone, di cui 450.000 nelle comunità autonome spagnole di Asturie, Cantabria e Castiglia e León, e altre 25.000 nelle zone confinanti del Portogallo nordorientale.

## Storia
L'origine della lingua asturiana-leonese e delle sue varianti risale ai primi anni del X secolo, quando le Asturie facevano parte del potente regno cristiano di León. L'asturiano-leonese non si è evoluto dal castigliano, bensì direttamente, e parallelamente a quest'ultimo, dalle parlate tardolatine della Spagna settentrionale, unica parte della penisola iberica a non essere conquistata dagli arabi. Ciononostante ha subito col tempo influssi da parte delle lingue vicine: galaico-portoghese ad ovest e castigliano ad est.
L'annessione del regno di León da parte del regno di Castiglia nel 1230 ridusse notevolmente le possibilità di espansione linguistica dell'asturiano-leonese nell'ambito della Reconquista, nonché di riflesso l'importanza della lingua stessa, il cui ambito si era tuttavia esteso verso sud, formando un corridoio lungo e sottile fino al confine con l'Andalusia.
Sottoposto alla forte pressione del castigliano, divenuto lingua ufficiale in seguito all'unione delle corone di Castiglia e Aragona, nonché alla vitalità culturale di quest'ultimo, l'asturiano-leonese finì con l'essere soppiantato dal castigliano, soprattutto nei territori di recente espansione.
- L'asturiano è la variante parlata e standard dell'asturiano-leonese nelle Asturie e in Cantabria occidentale.

Si divide in asturiano occidentale, centrale e orientale. Lingue sorelle sono il leonese e il mirandese.
- Nelle Asturie occidentali, precisamente tra i fiumi Eo e Navia, asturiano e galiziano sono fusi in una parlata che prende il nome di eonaviego.

## Fonologia

### Vocali
|        | Frontali | Centrali | Posteriori |
| ------ | -------- | -------- | ---------- |
| Chiuse | i        |          | u          |
| Medie  | e        |          | o          |
| Aperte |          | a        |            |

### Consonanti
|                   |                   | Labiali | Dentali | Alveolari | Palatali | Velari |
| ----------------- | ----------------- | ------- | ------- | --------- | -------- | ------ |
| Occlusive         | Sorde             | p       | t       | t         | tʃ       | k      |
| Occlusive         | Sonore            | b       | d       | d         | ʝ        | ɡ      |
| Fricative         | Fricative         | f       | θ       | s         | ʃ        |        |
| Nasali            | Nasali            | m       |         | n         | ɲ        |        |
| Laterali          | Laterali          |         |         | l         | ʎ        |        |
| Vibranti          | Vibranti          |         |         | r         |          |        |
| Vibranti semplici | Vibranti semplici |         |         | ɾ         |          |        |

## Grammatica
La grammatica asturiana è simile a quella delle altre lingue romanze. I nomi hanno due generi (maschile e femminile), due numeri (singolare e plurale) e non ci sono casi. Gli aggettivi possono però avere anche il genere neutro. I verbi si flettono secondo persona (prima, seconda, o terza) e numero, e sono coniugati per modo (indicativo, congiuntivo, condizionale e imperativo), tempo (presente, passato e futuro) e aspetto (perfettivo o imperfettivo).

### Generi
- I nomi maschili terminano generalmente in -u, in -e o in consonante: el tiempu (il tempo), l'home (l'uomo), el pantalón (il pantalone), el xeitu (il modo).
- I nomi femminili terminano generalmente in -a o in -e: la casa (la casa), la xente (la gente), la nueche (la notte).
- I nomi neutri possono avere varie terminazioni. L'asturiano ha tre tipi di neutro:
  - I neutri maschili hanno una forma maschile e prendono l'articolo maschile: el fierro vieyo (il ferro vecchio).
  - I neutri femminili hanno una forma femminile e prendono l'articolo femminile: la lleche frío (il latte freddo).
  - I neutri puri sono gruppi nominali con aggettivi e pronomi neutri: lo guapo d'este asuntu ye... (la cosa interessante di questo problema è...).

Gli aggettivi si accordano col genere. Molti aggettivi hanno tre generi: -u (maschile), -a (femminile), -o (neutro): El vasu ta fríu (il bicchiere è freddo), tengo la mano fría (ho la mano fredda), l'agua ta frío (l'acqua è fredda).
I nomi neutri sono nomi astratti, collettivi e non contabili. Non hanno il plurale, eccetto quando sono usati metaforicamente o concretizzati e perdono questo genere: les agües tán fríes (le acque sono fredde). Tien el pelo roxo (Ha i capelli rossi) è neutro, ma Tien un pelu roxu (Ha un capello rosso) è maschile.

### Singolare e plurale
Il plurale si forma in questa maniera:
- Nomi maschili terminanti in -u → -os: texu (tasso)  → texos.
- Nomi femminili terminanti in -a → -es: vaca (mucca) → vaques.
- I nomi maschili e femminili terminanti in consonante prendono -es: animal (animale) → animales, xabón (sapone) → xabones.
- Parole terminanti in -z possono prendere il maschile -os e distinguersi dalla forma femminile: rapaz (ragazzo) → rapazos; rapaza (ragazza) → rapaces.
- I maschili terminanti in -ín → -inos: camín (cammino) → caminos, riacquistano la vocale etimologica.
- I femminili terminanti in -á, -ada, -ú → -aes o -úes, riacquistano anch'essi la vocale etimologica: ciudá (città) → ciudaes; cansada (stanca) → cansaes; virtú (virtù) → virtúes.

## Comparazione lessicale

### Padre nostro
| Asturiano | Galiziano | Latino |
| --- | --- | --- |
| Pá nuesu que tas nel cielu, santificáu seya'l to nome. Amiye'l to reinu, fágase la to voluntá, lo mesmo na tierra que'n cielu. El nuesu pan de tolos díes dánoslu güei ya perdónanos les nueses ofenses, lo mesmo que nós facemos colos que nos faltaron. Nun nos dexes cayer na tentación, ya llíbranos del mal. Amén. | Noso Pai que estás no ceo: santificado sexa o teu nome, veña a nós o teu reino e fágase a túa vontade aquí na terra coma no ceo. O noso pan de cada día dánolo hoxe; e perdóanos as nosas ofensas como tamén perdoamos nós a quen nos ten ofendido; e non nos deixes caer na tentación, mais líbranos do mal. Amén. | Pater noster, qui es in caelis, Sanctificetur nomen tuum. Adveniat regnum tuum. Fiat voluntas tua, Sicut in caelo et in terra. Panem nostrum quotidianum da nobis hodie. Et dimitte nobis debita nostra, Sicut et nos dimittimus debitoribus nostris. Et ne nos inducas in tentationem: Sed libera nos a malo. Amen |

## Quadro legislativo
L'asturiano non gode di alcun riconoscimento né dal governo spagnolo, né dal governo regionale delle Asturie, il quale però ne regolamenta l'uso tramite una legge riportata nello statuto d'autonomia regionale.
A regolarlo dal punto di vista linguistico è l'Accademia della Lingua Asturiana (Academia de la Llingua Asturiana).